# Augustin Jacob Landré-Beauvais
Augustin Jacob Landré-Beauvais   (Orleans, 4 d'abril de 1772 - antic 1r districte de París, 27 de desembre de 1840) va ser un cirurgià francès més conegut per la seva descripció de l'artritis reumatoide. Nascut a Orleans, va estudiar amb Pierre-Joseph Desault i Xavier Bichat a París, i després a partir de 1792 amb Marc-Antoine Petit (1766-1811) a Lió. El 1796 va obtenir una pràctica al famós Hospital de la Salpêtrière, on va assistir a Philippe Pinel. Va ser nomenat professor de medicina clínica a la Salpêtrière el 1799. Després de la restauració, va ocupar també la càtedra a l'escola politècnica de París. Va ser destituït l'any 1830 a la insistència del rei Louis-Philippe de França.
La seva descripció de l'artritis reumatoide, ara considerada com el primer relat modern de la malaltia, la va identificar incorrectament com una forma de gota. Abans de Landré-Beauvais, diversos altres metges ja havien descobert que pot ser diferent de la gota. El mateix nom "artritis reumatoide" va ser encunyat l'any 1859 per Alfred Baring Garrod.
L'altra obra conservada de Landré-Beauvais, Séméiotique, ou traité des signes des maladies (publicada inicialment el 1809) es refereix als signes físics de les malalties mèdiques en general.